# Gran Premio motociclistico del Portogallo 2005
Il Gran Premio motociclistico del Portogallo 2005 è stato il secondo Gran Premio della stagione 2005  e ha visto vincere: la Honda di Alex Barros nella classe MotoGP, Casey Stoner nella classe 250 e Mika Kallio nella classe 125.
Per il pilota finlandese Kallio si tratta della prima vittoria nel motomondiale; per l'australiano Stoner è invece la prima vittoria nella classe 250.

## MotoGP
Alex Hofmann non partecipa a questo Gran Premio per infortunio.

### Arrivati al traguardo
| Pos. | Nº | Pilota           | Squadra                 | Motocicletta       | Giri | Tempo     | Griglia | Punti |
| ---- | -- | ---------------- | ----------------------- | ------------------ | ---- | --------- | ------- | ----- |
| 1    | 4  | Alex Barros      | Camel Honda             | Honda RC211V       | 28   | 47:14.053 | 1       | 25    |
| 2    | 46 | Valentino Rossi  | Gauloises Yamaha        | Yamaha YZR-M1      | 28   | +2.771    | 4       | 20    |
| 3    | 3  | Max Biaggi       | Repsol Honda            | Honda RC211V       | 28   | +6.071    | 8       | 16    |
| 4    | 33 | Marco Melandri   | Movistar Honda          | Honda RC211V       | 28   | +29.546   | 5       | 13    |
| 5    | 7  | Carlos Checa     | Ducati Marlboro         | Ducati Desmosedici | 28   | +29.774   | 3       | 11    |
| 6    | 5  | Colin Edwards    | Gauloises Yamaha        | Yamaha YZR-M1      | 28   | +44.216   | 7       | 10    |
| 7    | 69 | Nicky Hayden     | Repsol Honda            | Honda RC211V       | 28   | +57.121   | 9       | 9     |
| 8    | 56 | Shin'ya Nakano   | Kawasaki Racing         | Kawasaki ZX-RR     | 28   | +59.847   | 10      | 8     |
| 9    | 65 | Loris Capirossi  | Ducati Marlboro         | Ducati Desmosedici | 28   | +1:07.718 | 6       | 7     |
| 10   | 11 | Rubén Xaus       | Fortuna Yamaha          | Yamaha YZR-M1      | 28   | +1:22.431 | 12      | 6     |
| 11   | 12 | Troy Bayliss     | Camel Honda             | Honda RC211V       | 28   | +1:33.529 | 13      | 5     |
| 12   | 10 | Kenny Roberts Jr | Suzuki MotoGP           | Suzuki GSV-R       | 28   | +1:34.051 | 14      | 4     |
| 13   | 44 | Roberto Rolfo    | D’Antin MotoGP - Pramac | Ducati Desmosedici | 28   | +1:35.956 | 16      | 3     |
| 14   | 24 | Toni Elías       | Fortuna Yamaha          | Yamaha YZR-M1      | 28   | +1:36.492 | 15      | 2     |
| 15   | 77 | James Ellison    | Blata WCM               | Blata              | 26   | +2 giri   | 17      | 1     |
| 16   | 67 | Shane Byrne      | Team Roberts            | Proton KR5         | 24   | +4 giri   | 18      |       |

### Ritirati
| Nº | Pilota          | Squadra        | Motocicletta | Giri | Griglia |
| -- | --------------- | -------------- | ------------ | ---- | ------- |
| 15 | Sete Gibernau   | Movistar Honda | Honda RC211V | 16   | 2       |
| 21 | John Hopkins    | Suzuki MotoGP  | Suzuki GSV-R | 16   | 11      |
| 27 | Franco Battaini | Blata WCM      | Blata        | 8    | 19      |

### Non partito
| Nº | Pilota        | Squadra                  | Motocicletta | Griglia |
| -- | ------------- | ------------------------ | ------------ | ------- |
| 6  | Makoto Tamada | JiR Konica Minolta Honda | Honda RC211V | 20      |

## Classe 250

### Arrivati al traguardo
| Pos. | Nº | Pilota           | Squadra                     | Motocicletta    | Giri | Tempo     | Griglia | Punti |
| ---- | -- | ---------------- | --------------------------- | --------------- | ---- | --------- | ------- | ----- |
| 1    | 27 | Casey Stoner     | Carrera Sunglasses - LCR    | Aprilia RSV 250 | 26   | 45:36.009 | 12      | 25    |
| 2    | 34 | Andrea Dovizioso | Team Scot                   | Honda RS 250 R  | 26   | +0.404    | 4       | 20    |
| 3    | 7  | Randy de Puniet  | Aprilia Aspar               | Aprilia RSV 250 | 26   | +0.431    | 1       | 16    |
| 4    | 1  | Daniel Pedrosa   | Telefonica Movistar Honda   | Honda RS 250 R  | 26   | +2.009    | 3       | 13    |
| 5    | 5  | Alex De Angelis  | MS Aprilia Italia Corse     | Aprilia RSV 250 | 26   | +2.204    | 6       | 11    |
| 6    | 73 | Hiroshi Aoyama   | Telefonica Movistar Honda   | Honda RS 250 R  | 26   | +17.855   | 7       | 10    |
| 7    | 55 | Yūki Takahashi   | Team Scot                   | Honda RS 250 R  | 26   | +17.914   | 11      | 9     |
| 8    | 50 | Sylvain Guintoli | Equipe GP de France - Scrab | Aprilia RSV 250 | 26   | +23.810   | 13      | 8     |
| 9    | 19 | Sebastián Porto  | Aprilia Aspar               | Aprilia RSV 250 | 26   | +26.407   | 2       | 7     |
| 10   | 48 | Jorge Lorenzo    | Fortuna Honda               | Honda RS 250 R  | 26   | +45.921   | 8       | 6     |
| 11   | 80 | Héctor Barberá   | Fortuna Honda               | Honda RS 250 R  | 26   | +51.533   | 5       | 5     |
| 12   | 96 | Jakub Smrž       | Arie Molenaar Racing        | Honda RS 250 R  | 26   | +56.920   | 14      | 4     |
| 13   | 6  | Alex Debón       | Wurth Honda BQR             | Honda RS 250 R  | 26   | +1:04.103 | 16      | 3     |
| 14   | 32 | Mirko Giansanti  | Matteoni Racing             | Aprilia RSV 250 | 26   | +1:09.512 | 17      | 2     |
| 15   | 36 | Martín Cárdenas  | Aprilia Germany             | Aprilia RSV 250 | 26   | +1:18.508 | 26      | 1     |
| 16   | 28 | Dirk Heidolf     | Kiefer-Bos-Castrol Honda    | Honda RS 250 R  | 26   | +1:23.940 | 21      |       |
| 17   | 24 | Simone Corsi     | MS Aprilia Italia Corse     | Aprilia RSV 250 | 26   | +1:26.950 | 10      |       |
| 18   | 8  | Andrea Ballerini | Abruzzo Racing              | Aprilia RSV 250 | 26   | +1:27.179 | 24      |       |
| 19   | 64 | Radomil Rous     | Wurth Honda BQR             | Honda RS 250 R  | 26   | +1:27.332 | 19      |       |
| 20   | 12 | Gábor Rizmayer   | UGT Kurz                    | Yamaha YZR 250  | 25   | +1 giro   | 25      |       |
| 21   | 42 | Yves Polzer      | Mas Racing                  | Aprilia RSV 250 | 24   | +2 giri   | 27      |       |

### Ritirati
| Nº | Pilota            | Squadra                     | Motocicletta    | Giri | Griglia |
| -- | ----------------- | --------------------------- | --------------- | ---- | ------- |
| 57 | Chaz Davies       | Aprilia Germany             | Aprilia RSV 250 | 19   | 15      |
| 38 | Grégory Leblanc   | Equipe GP de France - Scrab | Aprilia RSV 250 | 10   | 23      |
| 25 | Alex Baldolini    | Campetella Racing           | Aprilia RSV 250 | 9    | 18      |
| 15 | Roberto Locatelli | Carrera Sunglasses - LCR    | Aprilia RSV 250 | 8    | 9       |
| 41 | Álvaro Molina     | Andalucia Mas Racing        | Aprilia RSV 250 | 7    | 20      |
| 21 | Arnaud Vincent    | Scuderia Fantic Motor GP    | Fantic R250     | 4    | 28      |
| 9  | Hugo Marchand     | Campetella Racing           | Aprilia RSV 250 | 0    | 22      |

### Non qualificati
| Nº | Pilota              | Squadra                  | Motocicletta    |
| -- | ------------------- | ------------------------ | --------------- |
| 16 | Franz Aschenbrenner | UGT Kurz                 | Yamaha YZR 250  |
| 20 | Gabriele Ferro      | Scuderia Fantic Motor GP | Fantic R250     |
| 17 | Steve Jenkner       | Nocable.it Race          | Aprilia RSV 250 |

## Classe 125

### Arrivati al traguardo
| Pos. | Nº | Pilota             | Squadra                       | Motocicletta     | Giri | Tempo     | Griglia | Punti |
| ---- | -- | ------------------ | ----------------------------- | ---------------- | ---- | --------- | ------- | ----- |
| 1    | 36 | Mika Kallio        | Red Bull KTM                  | KTM 125 FRR      | 23   | 41:19.431 | 1       | 25    |
| 2    | 55 | Héctor Faubel      | Master Aspar                  | Aprilia RS 125 R | 23   | +0.008    | 4       | 20    |
| 3    | 12 | Thomas Lüthi       | Elit Grand Prix               | Honda RS 125 R   | 23   | +2.898    | 2       | 16    |
| 4    | 32 | Fabrizio Lai       | Kopron Racing World           | Honda RS 125 R   | 23   | +2.940    | 8       | 13    |
| 5    | 54 | Manuel Poggiali    | Metis Racing                  | Gilera 125 GP    | 23   | +11.276   | 10      | 11    |
| 6    | 71 | Tomoyoshi Koyama   | Ajo Motorsport                | Honda RS 125 R   | 23   | +13.543   | 16      | 10    |
| 7    | 19 | Álvaro Bautista    | Seedorf RC3 - Tiempo Holidays | Honda RS 125 R   | 23   | +13.547   | 11      | 9     |
| 8    | 75 | Mattia Pasini      | Totti Top Sport - NGS         | Aprilia RS 125 R | 23   | +14.493   | 7       | 8     |
| 9    | 60 | Julián Simón       | Red Bull KTM                  | KTM 125 FRR      | 23   | +14.710   | 9       | 7     |
| 10   | 58 | Marco Simoncelli   | Nocable.it Race               | Aprilia RS 125 R | 23   | +15.194   | 3       | 6     |
| 11   | 63 | Mike Di Meglio     | Kopron Racing World           | Honda RS 125 R   | 23   | +15.208   | 12      | 5     |
| 12   | 22 | Pablo Nieto        | Caja Madrid - Derbi Racing    | Derbi 125 GP     | 23   | +36.518   | 14      | 4     |
| 13   | 7  | Alexis Masbou      | Ajo Motorsport                | Honda RS 125 R   | 23   | +36.858   | 20      | 3     |
| 14   | 9  | Toshihisa Kuzuhara | Angaia Racing                 | Honda RS 125 R   | 23   | +36.917   | 15      | 2     |
| 15   | 43 | Manuel Hernández   | Totti Top Sport - NGS         | Aprilia RS 125 R | 23   | +37.025   | 13      | 1     |
| 16   | 41 | Aleix Espargaró    | Seedorf RC3 - Tiempo Holidays | Honda RS 125 R   | 23   | +37.073   | 17      |       |
| 17   | 28 | Jordi Carchano     | MVA Aspar                     | Aprilia RS 125 R | 23   | +54.909   | 24      |       |
| 18   | 6  | Joan Olivé         | Nocable.it Race               | Aprilia RS 125 R | 23   | +56.816   | 18      |       |
| 19   | 15 | Michele Pirro      | Malaguti Reparto Corse        | Malaguti 125     | 23   | +59.761   | 22      |       |
| 20   | 33 | Sergio Gadea       | Master Aspar                  | Aprilia RS 125 R | 23   | +1:01.246 | 23      |       |
| 21   | 47 | Ángel Rodríguez    | LG Mobile Galicia             | Honda RS 125 R   | 23   | +1:01.344 | 34      |       |
| 22   | 45 | Imre Tóth          | Road Racing Team Hungary      | Aprilia RS 125 R | 23   | +1:04.776 | 21      |       |
| 23   | 18 | Nicolás Terol      | Caja Madrid - Derbi Racing    | Derbi 125 GP     | 23   | +1:10.415 | 25      |       |
| 24   | 35 | Raffaele De Rosa   | Matteoni Racing               | Aprilia RS 125 R | 23   | +1:10.515 | 29      |       |
| 25   | 11 | Sandro Cortese     | Kiefer-Bos-Castrol Honda      | Honda RS 125 R   | 23   | +1:10.677 | 19      |       |
| 26   | 29 | Andrea Iannone     | Abruzzo Racing                | Aprilia RS 125 R | 23   | +1:11.309 | 28      |       |
| 27   | 10 | Federico Sandi     | Angaia Racing                 | Honda RS 125 R   | 23   | +1:11.362 | 26      |       |
| 28   | 84 | Julián Miralles    | MVA Aspar                     | Aprilia RS 125 R | 23   | +1:13.203 | 27      |       |
| 29   | 25 | Dario Giuseppetti  | Semprucci Cardion Blauer      | Aprilia RS 125 R | 23   | +1:14.968 | 32      |       |
| 30   | 16 | Raymond Schouten   | Arie Molenaar Racing          | Honda RS 125 R   | 23   | +1:18.257 | 33      |       |
| 31   | 26 | Vincent Braillard  | Road Racing Team Hungary      | Aprilia RS 125 R | 23   | +1:18.879 | 30      |       |
| 32   | 87 | Patrik Vostarek    | Omv Team Hanusch              | Honda RS 125 R   | 22   | +1 giro   | 36      |       |

### Ritirati
| Nº | Pilota         | Squadra                  | Motocicletta     | Giri | Griglia |
| -- | -------------- | ------------------------ | ---------------- | ---- | ------- |
| 44 | Karel Abraham  | Semprucci Cardion Blauer | Aprilia RS 125 R | 12   | 35      |
| 14 | Gábor Talmácsi | Red Bull KTM GP125       | KTM 125 FRR      | 2    | 6       |
| 52 | Lukáš Pešek    | Metis Racing             | Derbi 125 GP     | 2    | 5       |

### Non partito
| Nº | Pilota          | Squadra                 | Motocicletta     | Griglia |
| -- | --------------- | ----------------------- | ---------------- | ------- |
| 8  | Lorenzo Zanetti | Skilled I.S.P.A. Racing | Aprilia RS 125 R | 31      |

### Non qualificati
| Nº | Pilota          | Squadra                | Motocicletta   |
| -- | --------------- | ---------------------- | -------------- |
| 31 | Sascha Hommel   | Malaguti Reparto Corse | Malaguti 125   |
| 50 | Carlos Ferreira | Motospeed              | Honda RS 125 R |